# Római hadsereg
A római hadsereg (latinul exercitus romanus) a Római Királyság, a Római Köztársaság és a Római Császárság szárazföldi hadereje volt az i. e. 6. századtól 5. századig.

## A királyság idején
A Római Királyság idején a legio maga volt a teljes római hadsereg. Létszáma 3000 gyalogos volt.  Ezt egészítette ki 300 lovas. A hagyomány szerint a római társadalmat ekkor alkotó 30 curia mindegyike 100 gyalogost (centuria) és 10 lovast (decuria) állított ki. 

## A köztársaság idején
A korai időkben a légiók számát megduplázták, és mindkét consul kapott egy-egy légiót a parancsnoksága alá. Vannak olyan szerzők is, akik ezt a lépést viszonylag késői időkre, a Veii elleni háború idejére, ill. az i. e. 367-es év reformjaira datálják. 
A szamnisz háborúk idején ismét megduplázták a légiók számát, 2-2 légió alkotott egy-egy ún. consul-i hadsereget. Az ekkor kialakult manipulus-taktikával összefüggésben az eddigi merev klasszikus phalanx-taktikával szemben kialakult az 1200-1600 főből álló háromsoros légió. A polgárokat vagyonuk és életkoruk (17-60. év) alapján sorozták be a hadseregbe.  A rómaiak elszegényedése – ami különösen a második pun háború pusztításai idején gyorsult fel – miatt csökkent a besorozható utánpótlás. Ennek ellensúlyozására a legszegényebb réteg censusát 11000 sestertiusról le kellett szállítani 4000 sestertiusra, tehát csaknem a régi összeg harmadára. [forrás?]
A légiók számát a provinciák kialakulásával növelték, illetve többfrontos háborúk esetén még többet állítottak fel. A második pun háború idején i. e. 203-ra a légiók száma elérte a 20-at és még a békekötéskor is 16 volt. Marius korára az egyes légiók létszáma 6000 főre nőtt. A vagyon és életkor elvesztette a jelentőségét. Vagyontalanokat is besoroztak, zsoldot fizettek, ennek következtében jelentősen megnőtt az utánpótlás. A légiók létszáma a köztársaság utolsó évtizedeiben 5000 fő körül mozgott, mert a veszteségeket nem tudták mindig pótolni. Ekkoriban egy légió akár a hivatalos keretszám fölé is növekedhetett a légióparancsnok döntése alapján. A polgárháború idején közel 60 légió volt fegyverben. 
A római polgárjog egész Itáliára való kiterjesztése miatt kiestek a római haderőből a socii (könnyű fegyverzetű gyalogság) és a lovasság egy része. Csak a légiók maradtak, valamint az auxilia (segédcsapatok), amelyeket a provinciákban soroztak, esetleg a Rómával szövetséges seregek állítottak ki.

## A császárság idején

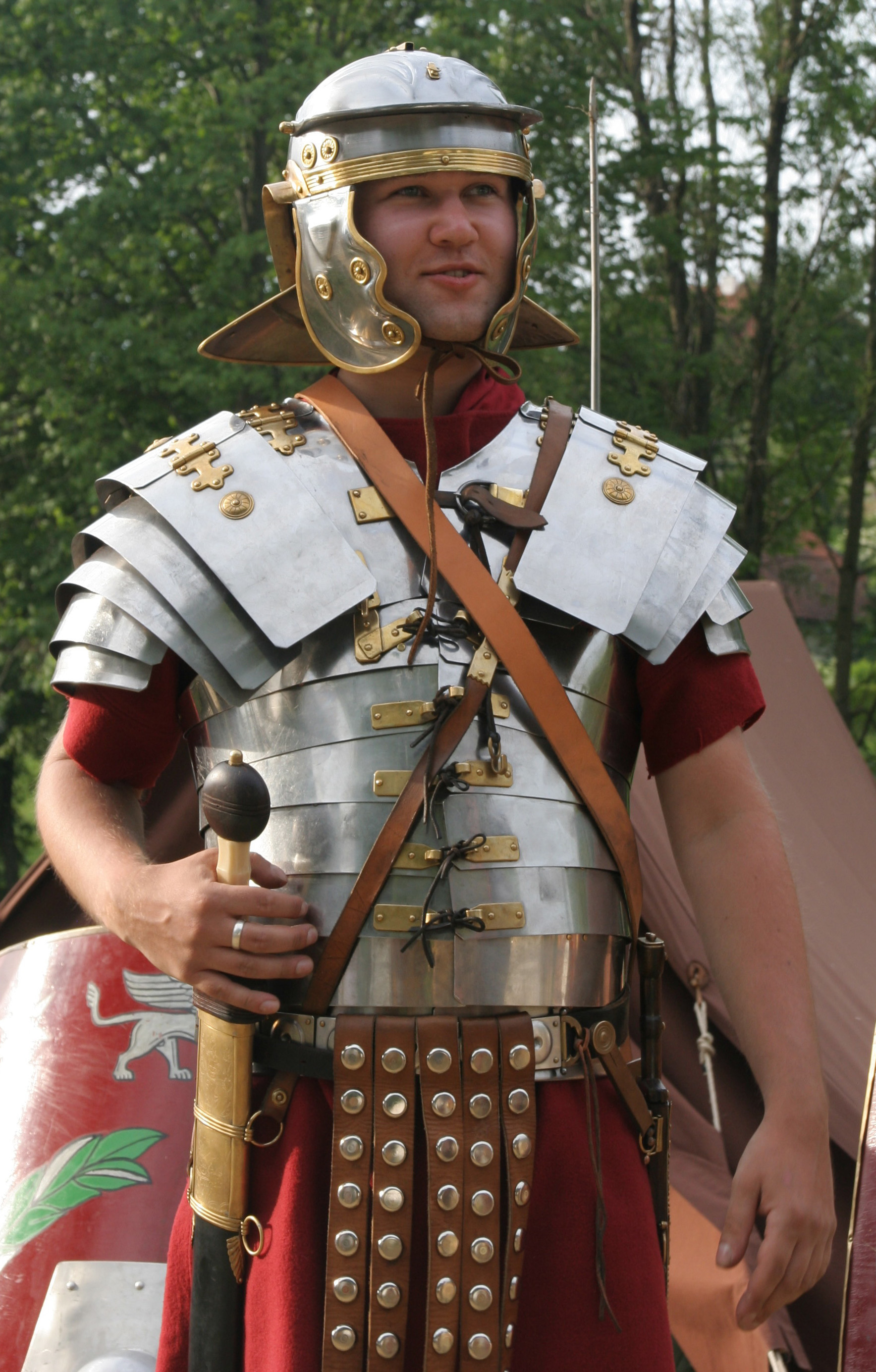
Hagyományőrző egy római legionárius korai császárkorban bevezetett lorica segmentata típusú páncéljában és birodalmi-gall sisakjában.

Az állandó hadsereg korát a római császárság kezdeteitől szokás számítani. A császárságnak – mint minden egyeduralomnak – szüksége volt az állandó hadseregre. A császár volt az egyetlen imperator, akinek minden katona hűséget esküdött. Az ő nevében parancsoltak a provinciákban a legatusok, magában Rómában a praefectus praetorio, praefectus urbi és a praefectus vigilum. Az újjászervezett haderő hat részre oszlott: a légiók, auxilia, a magában Rómában állomásozó csapatok, hajóhadak, műszaki csapatok, tartományi és municipalis militia (leginkább a modern polgárőrséggel, nemzetőrséggel rokonítható).
A polgárháborút követő leszerelés után a légiók száma 28 lett, amiből 9-ben a teutoburgi csata után 25 maradt, mivel az ekkor a germánok által megsemmisített 3 légiót nem szervezték újjá. Septimius Severus alatt viszont a birodalomnak már 33 légiója volt. 
Gallienus, Diocletianus és Constantinus jelentősen átszervezték a hadsereget. A lovasságot leválasztották a légiókról és létszámát alaposan megnövelték. A régi típusú légiók mellett új típusú 1000 fős légiókat is felállítottak. Az 5. század eleji állapotokat tükröző Notitia dignitatum már mintegy 174 légiót sorol fel. 